# Chrome (culegere de povestiri)
Chrome (1986) (titlu original Burning Chrome) este o culegere de povestiri cyberpunk a scriitorului William Gibson. Acțiunea majorității povestirilor se petrece în universul Sprawl, un cadru anonim împărțit de majoritatea operelor cyberpunk. Multe dintre ideile și temele explorate în aceste povestiri au fost reluate ulterior de Gibson în populara sa trilogie Sprawl.

## Conținut
- Prefață de Bruce Sterling
- Johnny Mnemonic (Johnny Mnemonic)
- Continuumul Gernsback (The Gernsback Continuum)
- Fragmente din holograma unui trandafir (Fragments of a Hologram Rose)
- Specie integrată (The Belonging Kind) - cu John Shirley
- Zonă de frontieră (Hinterlands)
- Hotelul "Trandafirul Nou" (New Rose Hotel)
- Stea roșie pe orbită de iarnă (Red Star, Winter Orbit) - cu Bruce Sterling
- Piața în iarnă (The Winter Market)
- Luptă aeriană (Dogfight) - cu Michael Swanwick
- Chrome (Burning Chrome)

În ediția engleză, ordinea povestirilor "Hotelul "Trandafirul Nou"" și "Stea roșie pe orbită de iarnă" este inversată.

## Intriga

### Johnny Mnemonic
Povestirea a apărut pentru prima dată în revista Omni în 1981 și introduce personajul Molly Millions, care va juca un rol important în trilogia Sprawl.
"Johnny Mnemonic" este un traficant de date care și-a implantat în cap un sistem de stocare a datelor, care îi permite stocarea datelor digitale care sunt prea sensibile la riscul de a fi transmise prin rețelele de calculatoare. Pentru a păstra securitatea pachetului stocat, doar destinatarul cunoaște parola de decriptare. În memoria lui Johnny ajung să fie stocate sute de megabyți de date furate de la Yakuza, organizație care vrea să îl lichideze pentru ca acestea să nu ajungă pe mâna altcuiva.
Johnny este salvat de Molly Millions, o femeie care și-a făcut o serie de modificări ale corpului. Împreună, cei doi merg la Jones, care încearcă să găsească parola pachetului de date stocat în capul lui Johhny. După această operațiune, Johnny ia legătura cu Yakuza, amenințând organizația că va răspândi datele respective dacă nu va fi lăsat în pace. În final, Johnny și Molly plănuiesc să-și asigure traiul folosindu-l pe Jones pentru a găsi toate urmele datelor stocate anterior în Johnny, șantajându-i astfel pe foștii lui clienți.
Povestirea a stat la baza filmului omonim din 1995, dar acțiunea acestuia diferă considerabil de cea a povestirii. O novelizare a scenariului lui William Gibson, scrisă de Terry Bisson, a fost publicată în 1995 cu titlul Johnny Mnemonic. În 1996 a fost publicată o nouă versiune de sine stătătoare.

### Continuumul Gernsback
Titulatura "Gernsback" din titlul acestei povestiri face aluzie la Hugo Gernsback, editorul de reviste pulp science fiction din prima parte a secolului al XX-lea, Gibson subliniind contrastul dintre viitorul imaginat în stilul de science fiction al lui Gernsback și cel prezent, "cyberpunk".
Însărcinat să fotografieze arhitectura futuristă a anilor '30, Parker începe să interacționeze cu un "continuum", un univers paralel care conține viitorul posibil al lumii reprezentate de arhitectura pe care o fotografiază – un viitor care ar fi putut exista, dar nu a făcut-o, realizând un contrast între realitatea modernistă și postmodernistă. Fragmentele zărite de Parker în fantasticul viitor utopic, caracterizat de autostrăzi suspendate, zeppeline gigantice și locuitori arieni, devin tot mai dese și deranjante, până când decide să se afunde în realitatea cenușie a lumii noastre, aflată în opoziție cu lumea idealizată a lui Gernsback. Imaginile devin tot mai vagi și Parker reușește, în cele din urmă, să le ignore, preferând să trăiască într-o lume caracterizată de pornografie, crimă și evenimente aleatorii, decât în continuumul Gernsback.
Povestirea a fost ecranizată în 1993 sub titlul Tomorrow Calling, un scurt metraj de televiziune realizat de Tim Leandro pentru Film4 Productions. Difuzat inițial pe Channel 4, filmul a fost prezentat la Festivalul Britanic de Film desfășurat între 4–10 octombrie 1996.

### Fragmente din holograma unui trandafir
Prima povestire publicată de William Gibson a apărut în 1977 în Unearth 3, o revistă science fiction cu viață scurtă. Gibson a primit 27$ pentru povestire.
În ea este relatată povestea unui bărbat care se refugiază în lumea înregistrărilor senzitive artificiale despre fosta lui iubită, într-un oraș întunecat și poluat.

### Specie integrată
Colaborarea dintre William Gibson și John Shirley a dus la apariția acestei povestiri, publicată pentru prima dată în antologia Shadows 4 în 1981. Ea constituie o îndepărtare de universul Sprawl, folosirnd un cadru mai apropiat stilului de viață american contemporan.
Coretti frecventează baruri în care sunt mici șanse de a fi pus în situații de interacțiune socială. Într-unul dintre ele întâlnește o femeie care pare a se potrivi perfect în acel cadru. Urmărind-o în alte localuri, Coretti observă cum ea își schimbă înfățișarea și atitudinea pentru a se potrivi perfect în fiecare ambianță. Astfel, el înțelege că a descoperit o nouă specie, care s-a adaptat societății moderne mai bine ca orice gândac și, încetul cu încetul, începe să se transforme și el într-un membru al ei.

### Zonă de frontieră
Povestirea a apărut pentru prima dată în 1981 și folosește extensiv metafore. Gaura-de-vierme este denumită Autostrada, iar călătorii care o folosesc sunt numiți autostopiști sau muște, cuvinte care nu au un sens literal, ci figurativ. Chiar și titlul reprezintă o metaforă, comparând spațiul cunoscut cu zonele aflate departe de civilizație. Destinația de la capătul găurii-de-vierme este 'marele oraș' în sens figurat.
Cosmonauta sovietică Olga Tovyevsky dispare de pe radar în timp ce se afla în drum spre Marte, la puțină vreme după un experiment științific de rutină. Doi ani mai târziu, ea revine în spațiu-timp, în stare catatonică, ținând în mâini o cochilie necunoscută în biosfera Pământului.
Rușii trimit o nouă sondă la aceleași coordonate spațiale, care dispare în același loc, după ce a efectuat același experiment; astronautul de la bord revine 234 de zile mai târziu, mort. Testele continuă, soldându-se cu moartea sau nebunia astronauților, până când un francez se întoarce cu Piatra Rosetta a cancerului. Din acel moment, astronauții sunt dispuși să parcurgă ruta indiferent de consecințe, fiind așteptați la întoarcere de stația spațială Raiul, unde se încearcă aflarea tuturor informațiilor despre ruta spațială înainte ca astronauții care au revenit vii să se sinucidă. Tehnologiile din capătul celuilalt al autostrăzii spațiale se dovedesc a fi diferite, dar nu neapărat mai avansate.
Povestirea a fost adaptată în bandă desenată în 1995 de către artistul din Vancouver Gavin Lonergan. The William Gibson Aleph a catalogat banda desenată ca o "evocare interesantă a paradisului fals al povestirii". Banda desenată are douăzeci de pagini și a fost antologată în două secțiuni care au apărut în numerele 5 și 6 din Freeflight, dec/ian 95 și apr/mai 95. Gibson a fost implicat direct în procesul adaptării.

### Hotelul "Trandafirul Nou"
Povestirea a apărut pentru prima dată în 1984 în revista Omni.
Metacorporații gigantice controlează și conduc economiile, bogăția lor constând în avantajul competițional dat de capitalul uman al angajaților și de proprietatea intelectuală produsă de aceștia. Corporațiile își protejează angajații cei mai valoroși, cheltuind oricât este necesar pentru a-i ține în siguranță și fericiți.
În acestă lume nu este timp pentru a capitaliza cunoștințele dobândite de la o firmă rivală. Protagoniștii povestirii sunt trădați de un partener după reușita unei operațiuni, ajungând să fie urmăriți de fostul lor angajator. Viitorul întunecat al povestirii extrapolează tendințele sociale și economice actuale.
Regizorul Abel Ferrara a ecranizat povestirea în filmul New Rose Hotel, lansat în 1998, care urmărește riguros acțiunea povestirii.

### Stea roșie pe orbită de iarnă
Povestirea reprezintă rodul colaborării dintre William Gibson și Bruce Sterling din anii '80. și a apărut pentru prima dată în revista Omni în iulie 1983.
Pe stația spațială sovietică Kosmograd conviețuiesc militari și civili. Odată ce Statele Unite nu mai au statutul de superputere, necesitatea acestei stații dispare. Korolev, primul om pe Marte, încearcă să oprească închiderea stației, dar ajunge să fie blamat pentru măsura luată de guvern și i se interzice să mai coboare pe Pământ.
Korolev caută metode de a coborî pe Pământ și de a salva stația de la distrugerea care se întrevede în urma plasării ei pe o orbită descendentă. În cele din urmă, reușește să se folosească de capsulele Soiuz care au mai rămas din stația spațială pentru a forma o nouă colonie, având alături câțiva americani care au urcat la bord după prăbușirea stației.
Criticul de science fiction Takayuki Tatsumi consideră că povestirea constituie o descriere a "eșecului visului explorării spațiale", care amintește de J.G. Ballard. Expertul în opera lui Gibson Tatiani Rapatzikou a apreciat că motivul stației spațiale a fost folosit de autori ca un "simbol al tensiunii și dificultății întâmpinate de personaje și de cititori de fiecare dată când au de-a face cu artificialitatea lumii lor tehnologice".

### Piața în iarnă
Vancouver Magazine a comandat această povestire, cerând ca acțiunea să se petreacă în acest oraș. Piața din titlu a fost modelată după aceea din Granville Island. După cum spunea autorul într-o postare de pe blog datând din 2007: "Granville Island din Vancouver, care gravitează în jurul Pieței Granville Island Market, este un exemplu al reconversiei cu succes al insulei urbane care a fost, anterior, puternic industrializată. La data scrierii povestirii, reconversia era de dată recentă și am mânjit-o pentru a obține efectul viitorului apropiat punk dorit."
Povestea analizează relațiile umane și calitățile problematice rezultate din conceptul neumirii tehnologice, în care conștiința este separată de trup și "încărcată" într-un super-calculator, unde continuă să gândească și să funcționeze. Se ridică problema dacă conștiințele aflat online mai sunt același individ sau nu, sau dacă această procedură este morală. Trupul original al Lisei se deteriorează, din cauza unei boli congenitale și a abuzului de droguri și ea își lasă în urmă forma fizică originală pentru a scăpa în cadrul unei alte existențe.
După părerea criticului Pramod Nayar, povestirea "descrie trupul ca pe un vehicul prin intermediul căruia se experimentează visele editate de thrillerele hollywoodiene". Criticul David Seed vede în personajul Rubin o degizare a artistului Mark Pauline.
Povestirea a fost nominalizată la premiul Hugo și premiul Nebula pentru "Cea mai bună nuveletă", la premiul Aurora și premiul BSFA pentru "Cea mai bună povestire". De asemenea, a ocupat locuri fruntașe în câteva sondaje realizate de revistele SF în anul 1987, ocupând locul patru la categoria nuveletă a premiului Locus, trei la categoria ficțiune a revistei Interzone și doi la categoria nuveletă din Science Fiction Chronicle.

### Luptă aeriană
Povestirea, apărută în luna iulie a anului 1985 în revista Omni, reprezintă colaborarea dintre William Gibson și Michael Swanwick
Deke, care suferă de un blocaj neural care îl împiedică să se întoarcă în Washington, întâlnește o fată a cărei părinți i-au implantat un blocaj neural care o împiedică să își piardă virginitatea - un fel de centură de castitate mentală. Deke este atras de un joc care presupune o luptă aeriană ca pilot din Primul Război Mondial și, cu ajutorul fetei, devine unul dintre cei mai buni luptători. Pentru a-l învinge pe cel mai bun luptător el o trădează și o rănește pe fată, trezindu-se singur în fața victoriei pe care o reușește.

### Chrome
Gibson a citit pentru prima dată povestirea la o convenție science fiction ținută în Denver, Colorado, în toamna anului 1981, în fața audienței formate din patru oameni, printre care se afla și Bruce Sterling (despre care Gibson afirma ulterior că "a înțeles-o perfect").
 Publicată pentru prima dată în revista Omni în iulie 1982, povestirea a fost nominalizată în 1983 la premiul Nebula pentru "Cea mai bună povestire".
Doi hackeri atacă sistemele pentru câștigul personal. Unul dintre ei se îndrăgostește de o fată, Rikki, pentru care vrea să dea lovitura cea mare, intrând în sistemul unui criminal notoriu și vicios, Chrome, care se ocupă cu transferul de bani pentru crima organizată. Prietenul său îl ajută, dar fata va pleca în cele din urmă la Hollywood
Aceasta este prima povestire a lui Gibson a cărei acțiune se petrece în universul Sprawl, funcționând ca prototip conceptual pentru trilogia cu același nume. Bobby Quine, unul dintre cei doi hackeri, este menționat în Neuromantul ca mentorul protagonistului, iar evenimentele povestirii sunt menționate în Contele Zero.
Cuvântul "cyberspațiu", atribuit lui Gibson, a fost folosit pentru prima dată în această povestire. Gibson a scris un scenariu pentru o ecranizare a povestirii care urma să fie regizată de Kathryn Bigelow, dar proiectul nu a fost finalizat.